# La Malédiction de la dame blanche
Pour les articles homonymes, voir La Llorona (homonymie).
Série l'univers cinématographique Conjuring
La Nonne
(2018) Annabelle : La Maison du mal
(2019)
Pour plus de détails, voir Fiche technique et Distribution.
La Malédiction de la dame blanche ou La Malédiction de La Llorona au Québec (The Curse of La Llorona) est un film d'horreur américain réalisé par Michael Chaves, sorti en 2019. Il s'agit du 6e film de l'univers cinématographique Conjuring.
La connexion avec cette franchise a été confirmée à la suite de projections presse du long métrage.

## Synopsis
Au Mexique en 1673, une femme tue ses deux enfants en les noyant dans un fleuve.
Trois cents ans plus tard, en 1973, à Los Angeles, Anna est assistante sociale du service de protection des enfants. Son mari, policier, a été tué au cours d'une intervention de service un an auparavant ; elle reste seule à élever ses deux enfants. Elle se rend au domicile de Patricia, une femme soupçonnée de maltraiter ses enfants. Elle y découvre les deux enfants dans un placard, enfermés à double tour. Patricia est placée en garde à vue et les enfants placés en foyer d'accueil. La nuit suivante, un spectre blanchâtre poursuit les enfants. Ceux-ci sont retrouvés noyés dans le fleuve.
Anna est bouleversée par ces événements. Le spectre commence alors à s'en prendre à ses propres enfants. Elle apprend par un prêtre catholique, puis par un « curandero », ancien prêtre devenu exorciste, que la « Dame Blanche » est effectivement un spectre terrifiant, pris en étau entre le paradis et l'enfer, piégé par un terrible destin dont elle est elle-même l'artisan. Quand elle était en vie, elle a noyé ses enfants dans un accès de jalousie puis, anéantie par le chagrin, elle s'est jetée dans le fleuve déchaîné. Depuis, ses larmes sont devenues éternelles. Elles sont même mortelles, et tous ceux qui entendent ses appels sinistres la nuit risquent la mort : tapie dans l'ombre, la Dame Blanche s'attaque aux enfants, cherchant désespérément à remplacer les siens.

## Fiche technique
Sauf indication contraire, les informations mentionnées dans cette section peuvent être confirmées par les bases de données cinématographiques IMDb et Allociné,  présentes dans la section « Liens externes ».
- Titre original : The Curse of La Llorona
- Titre français : La Malédiction de la Dame Blanche
- Titre québécois : La Malédiction de La Llorona[1]
- Réalisation : Michael Chaves
- Scénario : Mikki Daughtry et Tobias Iaconis
- Musique : Joseph Bishara
  - Orchestration : Dana Niu
  - Montage musical : Julie Pearce
- Direction artistique : Alyssa Hill
- Décors : Melanie Jones
- Costumes : Megan Spatz
- Maquillage : Eleanor Sabaduquia
- Coiffure : Traci E. Smithe
- Photographie : Michael Burgess
- Son : Joe Barnett, Scott Martin Gershin, Adam Jenkins, Dave McMoyler
- Montage : Peter Gvozdas
- Production : Gary Dauberman, Emile Gladstone et James Wan
  - Production déléguée : Richard Brener, Michael Clear, Walter Hamada, Michelle Morrissey et Dave Neustadter
  - Coproduction : Victoria Palmeri et Judson Scott
- Sociétés de production : Atomic Monster et New Line Cinema
- Société de distribution : Warner Bros.
- Budget : 9 millions de $[2] ; 15 millions de $[3]
- Pays de production :  États-Unis
- Langue originale : anglais
- Format : couleur — Digital — 2,39:1 (Panavision) — son Dolby Surround 7.1 / Dolby Digital / Dolby Atmos
- Genre : horreur, thriller, mystère
- Durée : 93 minutes
- Dates de sortie[4] :
  - États-Unis : 15 mars 2019 (South by Southwest Film Festival) ; 19 avril 2019 (sortie nationale)
  - France, Belgique, Suisse romande : 17 avril 2019[5],[6],[7]
  - Québec : 19 avril 2019[1]
- Classification[8] :
  - États-Unis : interdit aux moins de 17 ans (R – Restricted)[N 1]
  - France : interdit aux moins de 12 ans[9],[N 2]
  - Belgique : potentiellement préjudiciable jusqu'à 16 ans (KNT/ENA : Kinderen Niet Toegelaten  / Enfants Non Admis)[6],[10],[N 3]
  - Suisse romande : interdit aux moins de 16 ans[11]
  - Québec : 13 ans et plus (violence - horreur) (13+ / 13 years and over)[1]

## Distribution
- Linda Cardellini (VF : Julie Turin ; VQ : Julie Burroughs) : Anna Garcia
- Raymond Cruz (VF : Julien Kramer ; VQ : Sébastien Dhavernas) : Rafael Olvera
- Patricia Velásquez (VQ : Mélanie Laberge) : Patricia Alvarez
- Marisol Ramirez : La Dame Blanche / La Llorona
- Sean Patrick Thomas : Inspecteur Cooper
- Jaynee-Lynne Kinchen (VF : Bianca Tomassian ; VQ : Estelle Fournier) : Samantha
- Roman Christou (VQ : Paul Malo) : Chris
- Tony Amendola (VF : Jean-Bernard Guillard ; VQ : Jacques Lavallée) : Père Perez
- DeLaRosa Rivera : David Garcia
- Madeleine McGraw : April
- Sophia Santi : Bocanegra / La cliente
- Oliver Alexander : Carlos
- Jethan Camarena : Simon

Sources et légende: Version française (VF) et Version québécoise (VQ)

## Production
La connexion avec l'univers cinématographique Conjuring a été confirmée à la suite de projections presse du long métrage en mars 2019.

## À propos du titre
Le spectre n'est associé à la Dame Blanche que dans la version française. La version originale mentionne La Llorona, la légende sud-américaine dont le film s'inspire, différente de celle de la Dame Blanche.

## Accueil

### Accueil critique
Sur le site agrégateur de critiques Rotten Tomatoes, il obtient un score de 31 % et une moyenne de 4,6/10 sur la base de 132 critiques. Sur Metacritic, il obtient un score de 41 sur 100 sur la base de 25 critiques. Sur Internet Movie Database, il obtient un score de 5,8/10 sur la base de 6 167 critiques. Sur Allociné, il obtient un score de 2,8/5 sur la base de 5 critiques. Pour Le Parisien, « [p]lus réussie que « la Nonne », cette « Dame blanche » vraiment effrayante nous glace à chacune de ses apparitions ». Le Dauphiné libéré évoque une « bonne petite dose d'épouvante, avec tous les ingrédients qu'il faut pour ça, même s'ils ne sont pas spécialement originaux ».

### Box-office
| Pays ou région        | Box-office      | Date d'arrêt du box-office | Nombre de semaines |
| --------------------- | --------------- | -------------------------- | ------------------ |
| États-Unis Canada     | 54 733 739 $    | 4 juillet 2019             | 11                 |
| France                | 805 476 entrées | 16 juin 2019               | 8                  |
| Allemagne             | 121 820 entrées | 16 juin 2019               | 8                  |
| Italie                | 269 900 entrées | 16 juin 2019               | 8                  |
| Espagne               | 668 210 entrées | 16 juin 2019               | 8                  |
| Total hors États-Unis | 67 400 000 $    | 23 juillet 2019            | 14                 |
| Total mondial         | 122 133 739 $   | 23 juillet 2019            | 14                 |

## Distinctions
Sauf indication contraire, les informations mentionnées dans cette section peuvent être confirmées par la base de données cinématographiques IMDb,  présente dans la section « Liens externes ».

### Récompenses
- ReFrame 2020 : top 100 des fonctionnalités narratives et animées les plus rentables de 2019

### Nominations
- California on Location Awards 2018 : meilleur régisseur de l'année dans un long métrage pour Adam Robinson
- Academy of Science Fiction, Fantasy and Horror Films - Saturn Awards 2019 : Legion M Breakout Director pour Michael Chaves
- Golden Trailer Awards 2019 : meilleure affiche de film d'horreur
- Hollywood Music In Media Awards (HMMA) 2019 : meilleure musique originale pour un film d'horreur pour Joseph Bishara
- MTV Movie & TV Awards 2019 : performance la plus effrayante pour Linda Cardellini
- SXSW Film Festival 2019 : tête d'affiche pour Michael Chaves
- Voice Arts Awards 2019 : meilleure bande-annonce du film - Meilleure voix off pour Diego Osorio

## Éditions en vidéo
- En France, le film La Malédiction de la dame blanche est sorti en VOD le 16 août 2019[5]. Par la suite, le film sort en DVD et Blu-ray le 21 août 2019[22],[23].
- Au Québec, le film est sorti en DVD et Blu-ray le 6 août 2019[1].